# Лебедев, Феофан Николаевич
Феофан Николаевич Лебедев (2 (14) ноября 1871, Нарва, Санкт-Петербургская губерния — 1 ноября 1966, Хельсинки, Финляндия) — русский офицер, герой Первой мировой войны, участник Белого движения. Участник Олимпийских игр 1912 года. Чемпион России по стрельбе.

## Биография
Сын священника. Уроженец Нарвы.
Общее образование получил в Белозерском духовном училище и Олонецкой духовной семинарии, однако курса последней не окончил.
В службу вступил 23 марта 1891 года, вольноопределяющимся 2-го разряда в 85-й пехотный Выборгский полк. В 1894 году окончил Санкт-Петербургское пехотное юнкерское училище, откуда выпущен был подпрапорщиком в тот же полк. 4 января 1895 года произведен в подпоручики с переводом в 88-й пехотный Петровский полк. Произведён в поручики в 1899 году, в штабс-капитаны — в 1903 году. Участвовал в русско-японской войне, в боях под Мукденом временно командовал батальоном. В 1906 году был произведён в капитаны за боевые отличия.
7 июня 1910 года переведён в 92-й пехотный Печорский полк. Неоднократно выигрывал призы на офицерских состязательных стрельбах, был чемпионом России по стрельбе из произвольной винтовки.
В 1912 году капитан Лебедев был приглашен в состав  сборной Российской империи для участия в Олимпийских играх в Стокгольме. Принял участие в пяти стрелковых дисциплинах — индивидуальной и командной стрельбе с дистанции 300 метров из произвольной винтовки, индивидуальной стрельбе с дистанции 300 и 600 метров из военной винтовки, а также командной стрельбе с четырёх дистанций из военной винтовки.
В Первую мировую войну вступил в рядах 92-го пехотного Печорского полка. Произведён в подполковники 16 февраля 1915 года «за отличия в делах против неприятеля». Удостоен ордена Св. Георгия 4-й степени
За то, что 28, 29 августа и 1 сентября 1915 года в боях при взятии высоты 359, к юго-западу от д. Глубочек-Вельки у д. Анастасовки и у д. Серединце, командуя батальоном, искусно пользуясь складками местности, почти без потерь подвел его на 300—400 шагов к позиции противника и после этого, высмотрев пункт удара, стремительно бросился на проволочные заграждения укреплений, прорвав их под губительным огнем противника, ворвался в окопы, выбил из них неприятеля, захватив при этом 4 пулемета, из которых 2 во время атаки были в действии. После того неприятель перешел в контр-атаку. Подполковник Лебедев снова опрокинул противника и окончательно утвердился на высоте 359. Продолжая наступление на д. Анастасовка, с боя взял окопы противника на высоте 365, захватил там же два пулемета и пленных. 1 сентября, воспользовавшись густым туманом, ураганом налетел со своим батальоном на окопы противника у д. Серединце, взял два ряда укреплений и пулеметы в них, удержался на этой занятой им позиции до конца боя. За 3 дня боя им взято 8 пулеметов и захвачено в плен 92 офицера и 1200 нижних чинов.
Произведён в полковники 2 июня 1916 года на основании Георгиевского статута. Командовал 2-м батальоном полка, с 18 октября 1916 года временно командовал полком. 11 июня 1917 года назначен командиром 75-го Сибирского стрелкового полка.
В Гражданскую войну участвовал в Белом движении в составе Северо-Западной армии, был командиром 21-го имени генерала Деникина пехотного полка.
В эмиграции в Эстонии. В 1920 году был инструктором спортивных курсов эстонской армии, затем инструктором военного училища в Тонди. В 1921 году вышел в отставку. Основал стрелковое отделение таллинского клуба «Kalev». Затем проживал в Нарве, участвовал в подготовке эстонских стрелков к Олимпийским играм 1924 года в Париже. Был членом правления Союза русских увечных воинов в Эстонии. В 1944 году переехал в Финляндию.
Умер в 1966 году. Похоронен на кладбище православной церкви в Хельсинки.

## Награды
- Орден Святой Анны 4-й ст. с надписью «за храбрость» (1905)
- Орден Святого Станислава 3-й ст. с мечами и бантом (ВП 14.11.1906)
- Орден Святой Анны 3-й ст. (6.12.1908)
- Орден Святого Станислава 2-й ст. (6.12.1912)
- Орден Святой Анны 2-й ст. с мечами (ВП 4.01.1915)
- мечи к ордену Св. Станислава 2-й ст. (9.01.1915)
- Орден Святого Георгия 4-й ст. (ВП 3.02.1916)
- Орден Святого Владимира 4-й ст. с мечами и бантом (1916)
- Орден Святого Владимира 3-й ст. с мечами (5.02.1917)
- старшинство в чине полковника с 21.10.1914 года (ВП 9.12.1916)